# Rex (1932)
El Rex fue un transatlántico italiano construido entre 1930 y 1932. Mantuvo el galardón de la Banda Azul (Blue Riband) en sentido oeste entre 1933 y 1935. Fue el trasatlántico italiano más grande que se haya construido hasta la botadura en 1991 del Costa Classica.

## Historia
Originalmente construido para la naviera Navigazione Generale Italiana (NGI) por los astilleros Ansaldo Sestri Ponente, su diseño se confió al Ing. Naval Piazzai de Aquiles, comenzando su construcción el 27 de abril de 1930, en la que no se escatimaron ni los hombres ni los medios. Todo el proyecto fue revisado varias veces y se decidió también que fuera revisado por los astilleros (AG Weser (Deschimag) y B & Voss) que habían construido el SS Bremen y el SS Europa (considerados los mejores transatlánticos de la época por sus innovaciones constructivas).
Los estándares de calidad eran muy altos; se dijo que las hélices estaban tan equilibradas que podían ser movidas por un solo hombre. El Rex (51062 toneladas de registro bruto) se caracterizaba por sus típicas chimeneas bajas pintadas en rojo, blanco y verde,  la tricolor italiana. La propulsión estaba proporcionada por cuatro grupos de turbinas que operaban cuatro hélices de 4 palas de unos 5 m de diámetro. La potencia indicada en la información ofrecida alcanzaba entre los 136.000 y los 140 000 cv.
El 1 de agosto de 1931 asistieron a su botadura el rey Víctor Manuel III y la reina Elena como madrina. La fusión de NGI con las líneas Lloyd Sabaudo y Cosulich Società Triestina di Navigazione ordenada por el estado italiano significó que el barco navegaría bajo la recién creada Italia Flotta Riunite (Italian Line); realizó sus primeras pruebas de mar el 4 de septiembre de 1932 y fue entregado el 22 del mismo mes.
El primer viaje comenzó, bajo las órdenes del CSLC (Capitano superiore di lungo corso) Francesco Tarabotto en Génova con destino Nueva York el 27 de septiembre de 1932 con 1.872 pasajeros a bordo. Casi al comienzo de la travesía surgieron serias dificultades mecánicas (la infiltración de agua salada en una turbodinamo había causado un grave cortocircuito) obligando a la nave a detenerse dos días en Gibraltar donde hubo de esperar piezas de repuesto enviadas con la motonave de la misma naviera MS Vulcania; las reparaciones duraron tres días y luego se dirigieron a Nueva York usando todos los generadores de emergencia. Debido a este inconveniente y a la ausencia de información sobre la continuación del viaje, algunos de sus pasajeros viajaron en tren hasta Alemania y embarcaron en el Europa; sin embargo, al llegar a Nueva York encontraron al Rex ya atracado desde el 7 de octubre. Fue preciso realizar reparaciones en Nueva York que se prolongaron hasta el 19 antes de regresar a Europa, arribando a Génova el 26 del mismo mes.
En agosto de 1933, el Rex cumplió las promesas de sus diseñadores y conquistó la Banda Azul en su travesía en dirección oeste con un tiempo de 4 días y 13 horas a una velocidad media de 28,92 nudos. Este galardón le fue arrebatado por el navío francés SS Normandie en 1935.
El 12 de mayo de 1938, en una manifestación de poder aéreo del ejército de Estados Unidos, tres bombarderos Boeing B-17 Flying Fortress del Cuerpo de Aire de Ejército de EE. UU. interceptaron al Rex a 620 millas náuticas (1100 km) de la costa, en un acontecimiento altamente publicitado.
El Rex realizaba rutas transoceánicas desde Italia, junto a su barco gemelo, el Conte di Savoia. Entre septiembre de 1932 y mayo de 1940, completó 202 travesías en el Atlántico y 3 viajes de crucero.
Con el estallido de la Segunda Guerra Mundial, los trasatlánticos británicos, franceses y alemanes cesaron los servicios comerciales, pero el Rex, así como el Conte di Savoia, continuaron con sus rutas como si la contienda nunca hubiera sucedido. En mayo de 1940 el Rex llega a Génova procedente de Nueva York en el que sería su último viaje comercial. El buque permaneció atracado en Génova, pero después de un bombardeo de la ciudad, la línea italiana decidió trasladarlo a Trieste. Tras el armisticio de 1943, el barco acaba en manos alemanas.

## Hundimiento
El 5 de septiembre de 1944, el Rex fue remolcado fuera del puerto, por razones poco claras, y anclado a pocas millas de la costa eslovena, entre Izola y Koper. Tres días después, el 8 de septiembre, en las aproximaciones al puerto de Capodistria, fue alcanzado por 123 cohetes lanzados por aviones de la RAF, lo que provocó que se incendiara de proa a popa. El incendio duró 4 días, hasta que el barco escoró a babor, y se hundió en aguas superficiales. Permaneció en el lugar hasta principios de 1947, cuando fue desguazado en el sitio. Los trabajos de desmantelamiento finalizaron 9 años después, en 1958.

## Galería

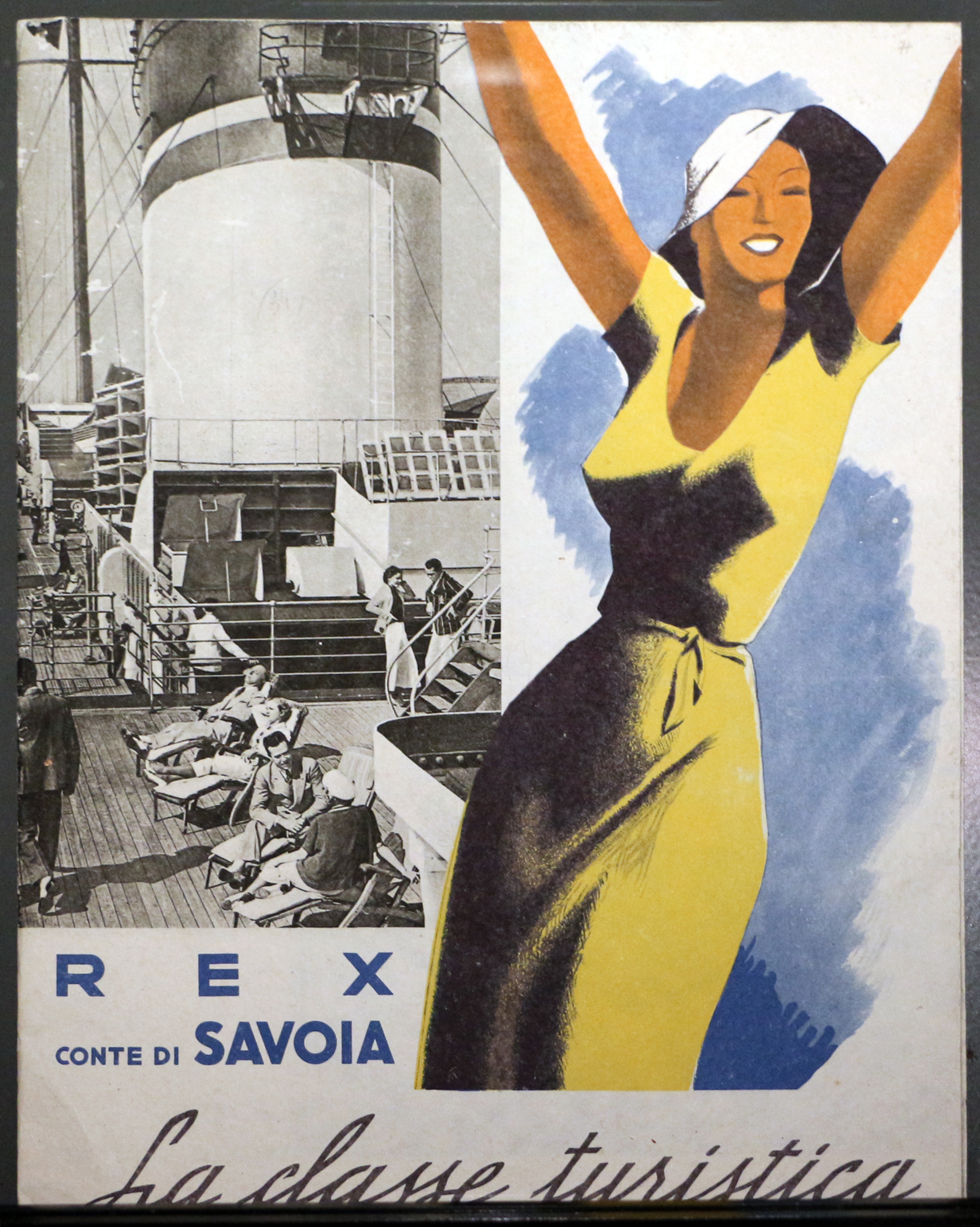
Cartel publicitario
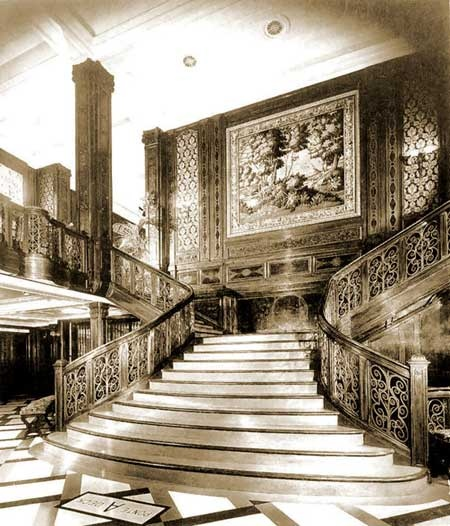
Gran Escalera 1ª Clase
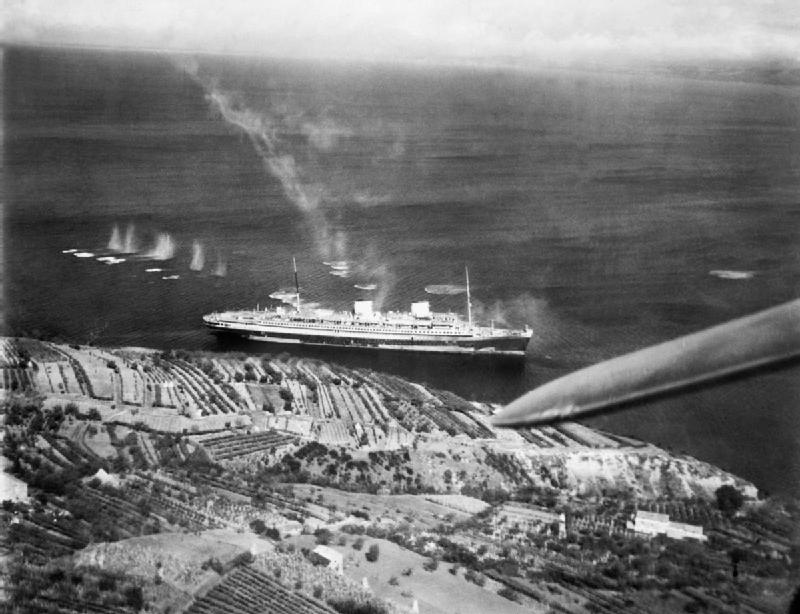
El Rex atacado por Bristol Beaufighter con fuego de cohetes y cañón: costa entre Izola y Capodistria
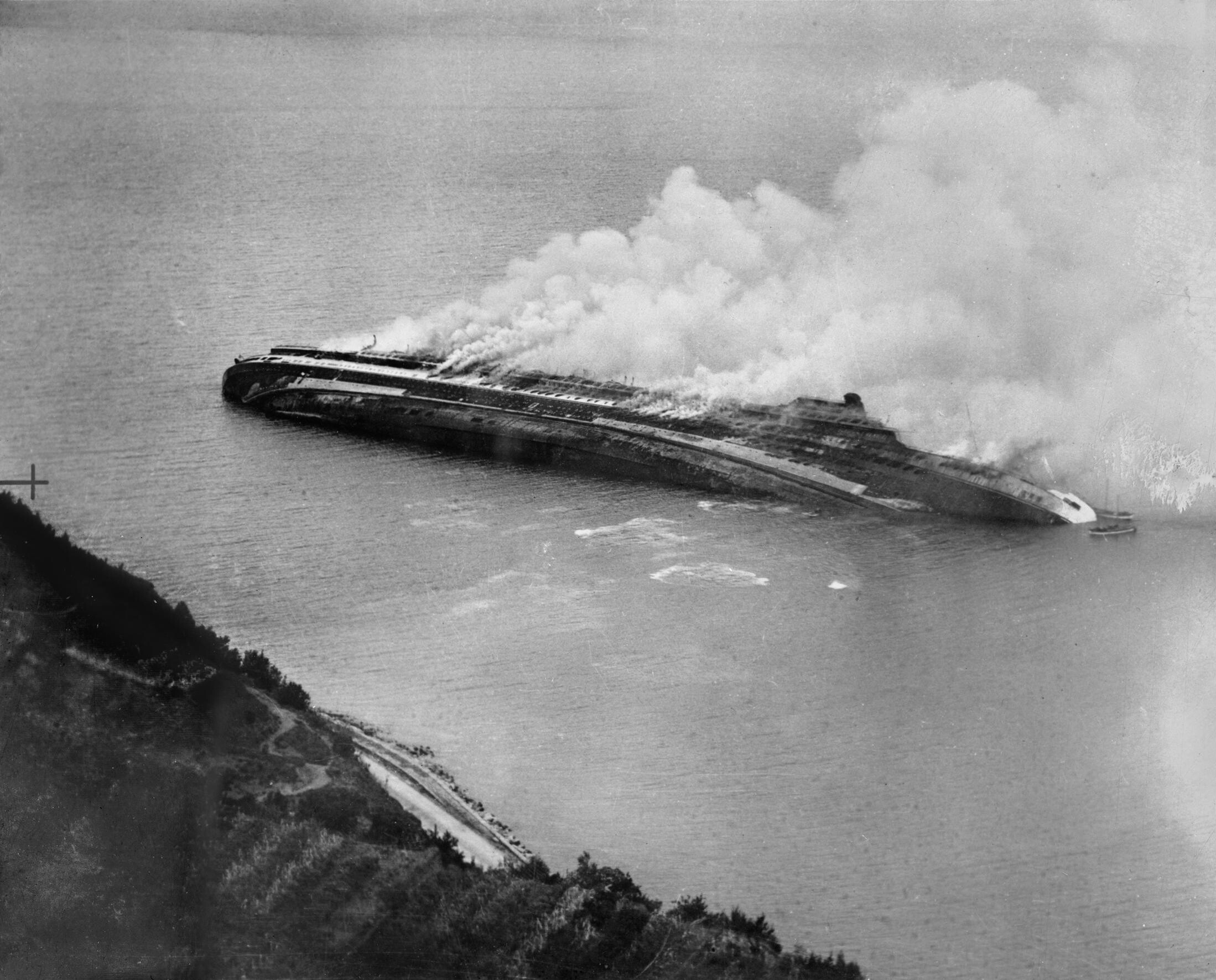
El Rex, hundido de costado y en llamas en Capodistria, al sur de Trieste, dos días después del ataque